# La Clusa del Mig
La Clusa del Mig és un poble de la comuna vallespirenca de les Cluses, a la Catalunya del Nord.
És a prop i al nord-oest del centre del terme comunal, a peu de la carretera D900, que passa pel seu costat de ponent. De la Clusa del Mig arrenca la carretera D71b, que segueix quasi paral·lela a l'autopista i porta al poble de la Clusa d'Amunt, o de Dalt. El poble aglutina bona part de la població antiga del terme. Conté la Casa del Comú de les Cluses.